# Siv Wennberg
Siv Anna Margareta Wennberg, född Johansson den 18 september 1944 i Sundsvall, är en svensk operasångare (dramatisk sopran), utnämnd till hovsångerska 1994.
Hon finns representerad på skiva på EMI i Richard Wagners opera Rienzi och i romanser av Edvard Grieg och Jean Sibelius, förutom flera radioutsändningar och flera tv-sända föreställningar, däribland Verdis Maskeradbalen med Nicolai Gedda, Loa Falkman och Jerker Arvidson.

## Bakgrund, karriär, roller
Siv Wennberg, som är uppvuxen i Bergeforsen, debuterade som 16-årig pianist med en Haydnkonsert i Sundsvall. Detta följdes av pianostudier för Greta Erikson vid Musikaliska akademien, och senare också för Hans Leygraf i Salzburg. Efter framföranden av Schumanns pianokonsert och Mozarts d-mollkonsert spåddes hon en framtid som pianosolist av kritikerna. Det kom således att dröja innan Wennberg slog in på sångens bana, då Arne Sunnegårdh kom att bli hennes sångpedagog.
Wennberg debuterade på Stockholmsoperan 1972 som Sieglinde i Richard Wagners Valkyrian, en uppsättning med bland andra Birgit Nilsson, Margareta Hallin och Kerstin Meyer. Debutanten Siv Wennberg fick lysande kritik. Gisela Tamsen skrev i Svenska Dagbladet att Wennberg var "född med segerhuva". Leif Aare skrev i Dagens Nyheter att Wennberg påminde om den internationellt uppmärksammade sopranen Aase Nordmo Løvberg i dennas mest inspirerade ögonblick. Framgången ledde omedelbart till skivkontrakt med EMI. (Se diskografin).
Några internationella gästspel som kan nämnas är Wiener Staatsoper, på Oper Stuttgart, på Deutsche Oper Berlin, München, Paris, Covent Garden i London och på Bolsjojteatern i Moskva. Genom dirigenten Sixten Ehrlings försorg kom Wennberg också till USA. Musik av Richard Wagner och Richard Strauss, men också Giuseppe Verdi var de dominerande namnen i hennes rollista. År 1988 erhöll Siv Wennberg Svenska Dagbladets operapris för sin tolkning av Isolde i Wagners Tristan och Isolde. Följande år sjöng Wennberg Giuseppe Verdis Aida i Globen inför 7000 åhörare tillsammans med bland andra Rolf Björling. År 1991 gjorde Wennberg rösten till Tant Garderob i Skönheten och Odjuret. Sitt 25-årsjubileum firade Wennberg med Strauss Elektra i Stockholm 1997. Efter detta har hon framträtt med konserter och romansaftnar, gärna med Griegs sånger men också Wilhelm Peterson-Bergers, Wilhelm Stenhammars och framför allt musik av Richard Strauss.
Vid sidan av sin sångarkarriär blev hon under 90-talet känd för en bredare publik som "Sivan-Divan" i olika tv-program, däribland som ständig gäst hos Robert Aschberg i TV3.
Under 22 års tid gav Wennberg nyårskonserter i Katarina kyrka i Stockholm, där hon också har framfört Richard Strauss Vier letzte Lieder. År 2001 bjöds hon in av Hjördis Schymberg för en romanskonsert i Alnö kyrka.
Siv Wennberg hedrade även Zarah Leander när Karlstad invigde primadonnans bronsstaty 2003 genom att bland annat sjunga "Viljasången".
Sångerskan ger fortfarande (2016-2017) offentliga romanskonserter enligt annonser i Dagens Nyheter från Katarina församling (2016) och Ersta kyrka (Annonserad 2017-03-05).
År 2015 gav hon ut sin självbiografi Jag sjunger ut där hon berättar om föreställningar, sångarkolleger och dilettanter i operans värld, men också självutlämnande om sina egna ideal, kampen för roller, sångteknik och kulturpolitik.
År 2019 kom SVT-dokumentären Sivandivan där Siv Wennberg berättar om sin karriär och om utfrysningen inom operavärlden och vardagen i nuet.

## Priser och utmärkelser
- 1988 – Svenska Dagbladets operapris
- 1994 – Hovsångare

## Konsertanta operaframföranden (urval)
- Salome (Göteborg). Dir. Myung-Whun Chung.
- Elektra (Oslo).
- Tristan och Isolde (Linköping, Stockholms konserthus).
- Tristan och Isolde: Isoldes kärleksdöd (Berwaldhallen, Stockholm).
- Fidelio (Norrköping).
- Aida (Stockholm).

## Diskografi
- Irene i Wagners Rienzi. EMI 1976. CD (1999) 724356713123.
- Sånger av Grieg, Sibelius och Rangström. HMV 1974. HQS 1345.
- Grieg. Haugtussa. EMI 2004. CD 724358605822.
- Sånger av Sibelius. EMI 2004. CD 724358578522.
- Amelia i Verdis Un ballo in maschera. Stockholm 1986. House of Opera DVD 1540. (www.operapassion.com).
- Liederkonzert. Jan Eyron, piano. Stockholm 1986. Siv Wennberg - a great primadonna. Vol. 1. Sterling CDA 1689-2.
- Tristan und Isolde. Med Spas Wenkoff, Anne Wilkens. Norrköping Symphony Orchestra. Dir. Franz Welser-Möst. Konsertant, Stockholm 1986. 3 CD. Siv Wennberg - a great primadonna. Vol. 2. Sterling CDA 1690/1692-2.
- Kejsarinnan i Die Frau ohne Schatten. Med Birgit Nilsson (debut), Barbro Ericson, Walter Berry. Kungliga hovkapellet. Dir. Berislav Klobucar.  Stockholm 1975. 3 CD. Siv Wennberg - a great primadonna. Vol. 3. Sterling CDA 1696/1698-2.
- Opera arias. 2 CD. Siv Wennberg - a great primadonna. Vol. 4. Sterling CDA 1800/1801-2.
- Arias with orchestra. Songs with piano. 2 CD. Siv Wennberg - a great primadonna. Vol. 5. Sterling CDA 1804/05-2.
- Amelia i Verdis Un ballo in maschera. Med Nicolai Gedda. 2 CD. Kungliga hovkapellet. Dir. Eri Klas. 1986. Siv Wennberg - a great primadonna. Vol. 6. Sterling CDA 1802/03-2.
- Verdi. Recital from Skansen. Recital from the Stockholm Opera House. 2 CD. Siv Wennberg - a great primadonna. Vol. 7. Sterling CDA 1809/10-2.
- Verdi. New Year's Concert. Songs with piano. 2 CD. Siv Wennberg - a great primadonna. Vol. 8. Sterling CDA 1811/12-2.
- Finlandia. Best of Sibelius. Warner Classics 825646489985.
- Siv Wennberg på youtube.